# A.J.E.F.
A.J.E.F. É uma sigla que significa Associação de Juventude Esperança da Fraternidade (Asociación de Jovenes Esperanza de la Fraternidad). É um órgão adjunto Maçonaria, para jovens da faixa etária entre os 14/21 anos, no México, Estados Unidos e América Latina.
Embora inicialmente as organizações locais eram conhecidos como Lojas A.J.E.F., o título mudou para os Talheres para reforçar o facto de que não é Maçonaria, mas sim, um corpo adjunto do mesmo. Cada Talher é patrocinado por uma Loja Maçônica, tanto no apoio económico como no apoio moral.
Em seu foco, é equivalente a função da Ordem Demolay.
Embora esteja aberto para ambos os sexos, as sessões mistas são proibidas, excepto em ocasiões especiais em que deve estar presente um Mestre.

## Organização Estrutural
Há uma série de organizações regionais de capítulos que têm reuniões anuais, a fim de designar pequenas mudanças nos costumes e rituais, assim, diferentes aspectos pontuais. Algumas delas são:
- A Organização Vale do México
- O Conselho de Veracruz
- O Honorável Conselho Central de Tamaulipas

Os membros de um Capítulo ou Loja são:
- Guia
- Primeiro conselheiro
- Segundo conselheiro
- Escriba
- Tesoureiro
- Orador
- Guardião
- Mestre do Coro
- Líder de Cerimónias
- Coletor de Doações
- Director
- Estandarte
- Bandeira
- Perito
- Instructor(Mestre Maçon)
- Town: o nome dado aos participantes em geral, não têm uma posição especial.

## História
A.J.E.F. foi fundada em Havana, Cuba, em 9 de fevereiro de 1936 por Fernando Suárez Núñez, 7 de Maio 1882 – 24 de Janeiro 1946).
O primeiro Capítulo, foi chamado de "Esperanza" (Esperança).
Atingindo 5.000 membros em 1938, o seu rápido crescimento começou a promover capítulos no exterior. Em 1939, o primeiro Loja A.J.E.F. mexicana de Benito Juárez, foi estabelecido em Veracruz.

## Mística e Rituais
Os rituais que constituem o exercício de 'Ajefismo', visam o desenvolvimento de valores morais e habilidades sociais entre os iniciados.
As Siglas A.J.E.F., têm em si um significado mais profundo, uma vez que estas são as letras das "palavras  fundamentais" : Amor, Justiça, Esperança e Fraternidade (Amor, Justicia, Esperanza y Fraternidad).
O lema da instituição, sempre na base de ensaios e documentos oficiais, é "Pela pátria e pela humanidade" (Por la patria y la humanidad).
O processo de abertura, varia de acordo com a região, embora haja uma liturgia oficial escrita com tais casos observados, assim como os funerais e casamentos; estas iniciações podem variar de ser integral para que a liturgia seja idênticos aos realizados em adultos na Maçonaria.
Nesse mesmo sentido, não é incomum para a AJEF, ensaios sobre temas como esoterismo, assim como a ciência, a moral ou a história, e não é raro encontrar jovens participantes para serem bem versados nos temas ocultistas da Maçonaria.